# Turquía en los Juegos Olímpicos de Sarajevo 1984
Turquía estuvo representada en los Juegos Olímpicos de Sarajevo 1984 por siete deportistas masculinos que compitieron en dos deportes.
El equipo olímpico turco no obtuvo ninguna medalla en estos Juegos.